# Estación de la inundación
| M8 | Aa1 · X1 | N5 |

| M8 | Aa1 · X1 | N5 |

La estación de la inundación o temporada de la inundación (en egipcio antiguo: Ꜣḫt) fue la primera estación de los calendarios egipcios lunar y civil. Se sitúa después del mes intercalado de Días durante el año (Ḥryw Rnpt) y antes de la Estación de la Emergencia (Prt).

## Nombres
La pronunciación del nombre en el egipcio antiguo para la Estación de la Inundación es incierta, ya que los jeroglíficos no registran sus vocales. Se transcribe convencionalmente Akhet. El nombre hace referencia a la inundación anual del Nilo.

## Calendario lunar
En el calendario lunar, el mes intercalado se agregaba según fuera necesario para mantener la salida helíaca de Sirio en el cuarto mes de la estación de la Cosecha. Esto significaba que la Estación de la Inundación generalmente duraba de septiembre a enero. Debido a que el momento preciso de la inundación variaba, los meses de «Inundación» ya no reflejaban con precisión el estado del río, pero la temporada solía ser la época de la inundación anual. Este evento fue vital para la gente porque las aguas dejaron sedimentos fértiles y humedad, que fueron la fuente de la fertilidad de la tierra.

## Calendario civil
En el calendario civil, la falta de años bisiestos en los períodos ptolemaico y romano significaba que la estación perdía aproximadamente un día cada cuatro años y no era estable en relación con el año solar o el calendario gregoriano.

## Meses
La Estación de la Inundación se dividió en cuatro meses. En el calendario lunar, cada uno comenzaba en un amanecer, cuando la luna creciente menguante ya no era visible. En el calendario civil, cada uno constaba de exactamente 30 días divididos en tres semanas de 10 días conocidas como decanatos.
En el antiguo Egipto, estos meses generalmente se registraban por su número dentro de la estación: I, II, III y IV Ꜣḫt. También eran conocidos por los nombres de sus principales festivales, que se utilizaron cada vez más después de la ocupación persa. Estos luego se convirtieron en la base para los nombres de los meses del calendario copto.
| Calendario egipcio | Calendario egipcio                          | Copto  |
| Transliteración    | Significado                                 | Copto  |
| ------------------ | ------------------------------------------- | ------ |
| I Ꜣḫt Th           | Primer mes de la inundación Thoth           | Thout  |
| II Ꜣḫt Mnht        | Segundo mes de la inundación                | Paopi  |
| III Ꜣḫt Hwt Hwr    | Tercer mes de la inundación                 | Hathor |
| IV Ꜣḫt Kꜣ ḥr Kꜣ    | Cuarto mes de la inundación Alma sobre alma | Koiak  |